# Philipp Ochs
Philipp Ochs (Wertheim am Main, 17 april 1997) is een Duits voetballer die als aanvaller bij First Vienna FC speelt.

## Clubcarrière
Ochs is een product van de jeugdopleiding van TSG Hoffenheim. Hij maakte op 15 augustus 2015 zijn debuut in de Bundesliga tegen Bayer Leverkussen. Ochs kwam na 82 minuten het veld in als vervanger van Eugen Polanski. Een week later speelde hij tegen Bayern München zijn tweede wedstrijd in de hoofdmacht. In de winter van het seizoen 2017/18 werd hij voor zes maanden verhuurd aan tweedeklasser VfL Bochum.
In de voorbereiding van het seizoen keerde Ochs terug naar Hoffenheim. In augustus 2018 verlengde hij zijn contract tot medio 2020 en verkaste hij voor het restant van het seizoen op huurbasis naar het Deense Aalborg BK. Bij de Oostenrijkse club beleefde hij een opmerkelijk debuut. Ochs kwam in de wedstrijd tegen FC Nordsjælland op 12 augustus na 55 minuten binnen de lijnen. Hij scoorde in de blessuretijd het enige doelpunt van de wedstrijd en ontving enkele minuten later zijn tweede gele kaart. Ochs speelde uiteindelijk 24 duels voor Aalborg alvorens hij terugkeerde naar Hoffenheim.
Ochs kwam in het seizoen 2019/20 door blessureleed niet tot speelminuten bij Hoffenheim. Op 31 januari 2020, de laatste dag van de transfermarkt, verkaste hij 
transfervrij naar tweededivisionist Hannover 96. Nadat zijn contract afliep, verhuisde hij transfervrij naar SV Sandhausen in de 2.Bundesliga voor het seizoen 2022/23. Hij speelde negentien competitiewedstrijden voor Sandhausen, waarmee hij aan het einde van het seizoen  degradeerde. Vervolgens verliet hij Sandhausen na een jaar weer. In juli 2023 verhuisde Ochs naar de Oostenrijkse tweedeklasser First Vienna FC, waar hij een contract kreeg dat liep tot 2025.

## Clubstatistieken
| Seizoen | Club           | Competitie    | Competitie | Competitie | Beker | Beker | Internationaal | Internationaal | Totaal | Totaal |
| Seizoen | Club           | Competitie    | Wed.       | Dlp.       | Wed.  | Dlp.  | Wed.           | Dlp.           | Wed.   | Dlp.   |
| ------- | -------------- | ------------- | ---------- | ---------- | ----- | ----- | -------------- | -------------- | ------ | ------ |
| 2015/16 | TSG Hoffenheim | Bundesliga    | 13         | 0          | 0     | 0     | —              | —              | 13     | 0      |
| 2016/17 | TSG Hoffenheim | Bundesliga    | 3          | 0          | 1     | 0     | —              | —              | 4      | 0      |
| 2017/18 | TSG Hoffenheim | Bundesliga    | 3          | 0          | 1     | 0     | 5              | 1              | 9      | 1      |
| 2017/18 | → VfL Bochum   | 2. Bundesliga | 5          | 0          | 0     | 0     | —              | —              | 5      | 0      |
| 2018/19 | → Aalborg BK   | Superligaen   | 20         | 1          | 4     | 0     | —              | —              | 24     | 1      |
| 2019/20 | TSG Hoffenheim | Bundesliga    | 0          | 0          | 0     | 0     | 0              | 0              | 0      | 0      |
| 2019/20 | Hannover 96    | 2. Bundesliga | 9          | 1          | 0     | 0     | 0              | 0              | 9      | 1      |
| 2020/21 | Hannover 96    | 2. Bundesliga | 20         | 2          | 1     | 0     | 0              | 0              | 21     | 2      |